# Brittiska F3-mästerskapet 2007
Brittiska F3-mästerskapet 2007 var ett race som kördes över 22 race, varav 16 i England. Mästare blev Marko Asmer.

## Delsegrare
| Datum        | Bana              | Vinnare        | Vinnare             |
| ------------ | ----------------- | -------------- | ------------------- |
| 9 april      | Oulton Park       | Maro Engel     | Marko Asmer         |
| 22 april     | Donington Park    | Marko Asmer    | Marko Asmer         |
| 20 maj       | Bukarest          | Marko Asmer    | Sam Bird            |
| 3 juni       | Snetterton        | Niall Breen    | Marko Asmer         |
| 24 juni      | Monza             | Maro Engel     | Marko Asmer         |
| 15 juli      | Brands Hatch      | Marko Asmer    | Sebastian Hohenthal |
| 29 juli      | Spa-Francorchamps | Sam Bird       | Jonathan Kennard    |
| 12 augusti   | Silverstone       | Marko Asmer    | Marko Asmer         |
| 26 augusti   | Thruxton          | Stephen Jelley | Atte Mustonen       |
| 9 september  | Croft             | Stephen Jelley | Marko Asmer         |
| 30 september | Rockingham        | Marko Asmer    | Maro Engel          |

## Slutställning
| Plats | Förare              | Poäng |
| ----- | ------------------- | ----- |
| 1     | Marko Asmer         | 293   |
| 2     | Maro Engel          | 208   |
| 3     | Stephen Jelley      | 183   |
| 4     | Sam Bird            | 180   |
| 5     | Niall Breen         | 145   |
| 6     | Jonathan Kennard    | 130   |
| 7     | Atte Mustonen       | 126   |
| 8     | Alberto Valério     | 114   |
| 9     | Sebastian Hohenthal | 101   |
| 10    | Greg Mansell        | 79    |

## Nationella klassen

### Delsegare
| Bana           | Vinnare         | Vinnare      |
| -------------- | --------------- | ------------ |
| Oulton Park    | Franky Cheng    | Franky Cheng |
| Donington Park | Michael Meadows | Sergio Pérez |
| Bukarest       | Michael Meadows | Sergio Pérez |
| Snetterton     | Sergio Pérez    | Sergio Pérez |
| Monza          | Sergio Pérez    | Sergio Pérez |
| Brands Hatch   | Franky Cheng    | Franky Cheng |
| Spa            | Sergio Pérez    | Sergio Pérez |
| Silverstone    | Sergio Pérez    | Sergio Pérez |
| Thruxton       | Sergio Pérez    | Sergio Pérez |
| Croft          | Franky Cheng    | Sergio Pérez |
| Rockingham     | Sergio Pérez    | Sergio Pérez |

### Slutställning
| Plats | Förare            | Poäng |
| ----- | ----------------- | ----- |
| 1     | Sergio Pérez      | 376   |
| 2     | Franky Cheng      | 267   |
| 3     | Hamed Al-Fardan   | 182   |
| 4     | Michael Meadows   | 153   |
| 5     | Salman Al-Khalifa | 149   |
| 6     | Viktor Jensen     | 133   |